# Kapara trnitá
Kapara trnitá (Capparis spinosa), někdy méně vhodně označována jako kaparovník, je nízký poléhavý keř, který roste v celé oblasti Středozemního moře, nejčastěji na suchých stráních a není vzácností se s ním setkat na zdech, dokonce i např. ruin staveb pocházejících z antické doby. Roste však i na území Střední Asie a adventivně též Severní Ameriky a Austrálie.

## Vzhled
Tento poléhavý keř nejvíce zaujme nádhernými květy. Ty jsou velké, bílé nebo bledě růžové se čtyřmi korunními plátky a velkým počtem nezvykle dlouhých fialových tyčinek, které květům dodávají exotický vzhled. V některých oblastech, jako např. v jižní Francii, Španělsku, Itálii nebo v Alžírsku, se kapary dokonce pěstují na speciálních plantážích.

## Využití

### Lékařství
Kůra, listy a kořeny kapary mají diuretické účinky a snižují účinky toxických látek (alkoholu, drog, léků, antikoncepčních preparátů a dalších cizorodých látek) na lidský organismus, především na játra.

### Gastronomie
Kapara je využívána především v okolí Středozemního moře, často v kombinaci s olivami a cibulí. Nerozvinutá poupata naložená v soli nebo v solném nálevu s vinným octem jsou označována jako kapary a používají se do salátů, k masu, do studených a pikantních omáček, majonéz, k sýrům či k rybám.